# Crimele din Mica Italie
Crimele din Mica Italie (în engleză Mean Streets) este un film dramă din 1973 regizat de Martin Scorsese și scris de Scorsese și Martin Mardick. Din distribuție fac parte Harvey Keitel, Robert De Niro și David Proval. A fost lansat de Warner Bros. pe 2 octombrie 1973. De Niro a câștigat premiul Societății Naționale a Criticilor de Film pentru cel mai bun actor în rol secundar pentru interpretarea personajului John „Johnny Boy” Civello.
În 1997, Crimele din Mica Italie a fost selectat în Registrul Național de Film al Statelor Unite de către Biblioteca Congresului ca fiind „important din punct de vedere cultural, istoric și estetic”.

## Desfășurarea acțiunii
Robert De Niro și Harvey Keitel întruchipează doi prieteni, Johnny Boy și Charlie, a căror viață se desfășoară printre mafioții din Mica Italie, un cartier din New York, în 1973. Cei doi golănași în căutarea afirmării le dau târcoale mafioților, pe care-i invidiază. Ca să ajungă măcar la înălțimea bordurii trebuie să respecte o regulă strictă — onoarea mediului respectiv.
Charlie este un bun catolic care încearcă să împace credința cu violența vieții din jurul său. Johnny gustă din plin din senzațiile tari oferite de confruntările cu poliția. Dornic să-și salveze amicul, Charlie trece adeseori, alături de acesta, la un pas de moarte.

## Legături externe
Materiale media legate de Crimele din Mica Italie la Wikimedia Commons
- Mean Streets la Internet Movie Database
- Crimele din Mica Italie la Allmovie
- Mean Streets la TCM Movie Database
- Mean Streets la Rotten Tomatoes